# Język niemiecki w Pensylwanii
Język niemiecki w Pensylwanii, język pensylwański (Pennsilfaani-Deitsch lub Pennsylvania Dutch) – odmiana języka niemieckiego, którą posługują się amisze w stanach Pensylwania, Ohio i Indiana oraz w kanadyjskim Ontario.

## Powstanie i rozwój
Aby uchronić się przed prześladowaniami religijnymi w XVII i XVIII wieku, grupa protestanckich wspólnot, takich jak mennonici czy pietyści, przeniosła się do Ameryki Północnej. Większość z nich pochodziła z Nadrenii, mniejsze grupy również ze Szwajcarii, Badenii i Wirtembergii. Migracja nasiliła się po roku 1710. Wówczas można było jeszcze rozróżnić na terenie Pensylwanii kilka dialektów języka niemieckiego: bawarski, alemański i szwabski. Od około 1775 roku zaczął się kształtować jeden język powstały z tych dialektów i różniący się od języka niemieckiego używanego w Europie.
Jest językiem zagrożonym wymarciem, gdyż młodzi ludzie wykazują nikłe zainteresowanie nim. Większość osób starszych sprawnie włada odmianą literacką języka niemieckiego, używa się jej bowiem podczas niedzielnych nabożeństw. Na co dzień językiem pensylwańskim posługują się tylko ortodoksyjni członkowie wspólnoty. Jednym z niewielu dzieł, jakie można przeczytać w tym języku, jest Biblia, przetłumaczona w latach dziewięćdziesiątych XX w.